# Mateusz Kowalczyk
Mateusz Kowalczyk (Chrzanów, 3 mei 1987) is een voormalig Poolse tennisspeler. Hij heeft één ATP-toernooi gewonnen in het dubbelspel. Daarnaast stond hij al tweemaal in de finale in het dubbelspel. Hij deed al mee aan Grand Slams. Hij heeft achttien challengers in het dubbelspel op zijn naam staan.

## Palmares dubbelspel
| Nr.                              | Datum             | Toernooi                   | Ondergrond    | Partner         | Tegenstanders in finale                  | Score               | Details |
| -------------------------------- | ----------------- | -------------------------- | ------------- | --------------- | ---------------------------------------- | ------------------- | ------- |
| Gewonnen finales herendubbel     |                   |                            |               |                 |                                          |                     |         |
| 1.                               | 13 juli 2014      | ATP-toernooi van Stuttgart | Gravel        | Artem Sitak     | Guillermo García López Philipp Oswald    | 2-6, 6-1, [10-7]    | Details |
| Verloren finales herendubbel     |                   |                            |               |                 |                                          |                     |         |
| 1.                               | 9 mei 2010        | ATP Belgrado               | Gravel        | Tomasz Bednarek | Santiago González Travis Rettenmaier     | 6-7(6), 1-6         | Details |
| 2.                               | 14 juli 2013      | ATP-toernooi van Stuttgart | Gravel        | Tomasz Bednarek | Thomaz Bellucci Facundo Bagnis           | 6-2, 4-6, [9-11]    | Details |
| Gewonnen challengers herendubbel |                   |                            |               |                 |                                          |                     |         |
| 1.                               | 16 juni 2008      | Bytom                      | Gravel        | Marcin Gawron   | Raphael Durek Blazej Koniusz             | 6-4, 3-6, [10-7]    |         |
| 2.                               | 14 september 2009 | Szczecin                   | Gravel        | Tomasz Bednarek | Oleksandr Dolgopolov Artem Smirnov       | 6-3, 6-4            |         |
| 3.                               | 5 oktober 2009    | Tarragona                  | Gravel        | Tomasz Bednarek | Flavio Cipolla Alessandro Motti          | 6-1, 6-1            |         |
| 4.                               | 19 oktober 2009   | Florianópolis              | Gravel        | Tomasz Bednarek | Daniel Gimeno Traver Pere Riba           | 6-1, 6-4            |         |
| 5.                               | 12 april 2010     | Rome                       | Gravel        | Tomasz Bednarek | Jeff Coetzee Jesse Witten                | 6-4, 7-6(4)         |         |
| 6.                               | 3 oktober 2011    | Palermo                    | Gravel        | Tomasz Bednarek | Alexander Bury Andrei Vasilevski         | 6-2, 6-4            |         |
| 7.                               | 11 juni 2012      | Košice                     | Gravel        | Tomasz Bednarek | Vladimir Ignatik Andrei Vasilevski       | 6-2, 5-7, [14-12]   |         |
| 8.                               | 25 juni 2012      | Marburg                    | Gravel        | David Škoch     | Denis Matsukevich Mischa Zverev          | 6-2, 6-1            |         |
| 9.                               | 2 juli 2012       | Braunschweig               | Gravel        | Tomasz Bednarek | Harri Heliövaara Denys Molchanov         | 7-5, 6-7(1), [10-8] |         |
| 10.                              | 7 juli 2013       | Braunschweig               | Gravel        | Tomasz Bednarek | Andreas Siljeström Igor Zelenay          | 6-2, 7-6(4)         |         |
| 11.                              | 17 mei 2015       | Heilbronn                  | Gravel (i)    | Igor Zelenay    | Dominik Meffert Tim Pütz                 | 6-4, 6-3            |         |
| 12.                              | 13 juni 2015      | Praag                      | Gravel        | Igor Zelenay    | Roberto Maytín Miguel Ángel Reyes-Varela | 6-2, 7-6(5)         |         |
| 13.                              | 19 juli 2015      | Poznań                     | Gravel        | Michail Jelgin  | Julio Peralta Matt Seeberger             | 3-6, 6-3, [10-6]    |         |
| 14.                              | 4 oktober 2015    | Rome                       | Gravel        | Tomasz Bednarek | Íñigo Cervantes Huegun Mark Vervoort     | 6-2, 6-1            |         |
| 15.                              | 23 oktober 2016   | Brest                      | Hardcourt (i) | Sander Arends   | Marco Chiudinelli Luca Vanni             | 6-72, 6-3, [10-5]   |         |
| 16.                              | 24 juni 2017      | Poprad                     | Gravel        | Andreas Mies    | Luca Margaroli Tristan-Samuel Weissborn  | 6-3, 7-63           |         |
| 17.                              | 10 juni 2018      | Poznań                     | Gravel        | Szymon Walkow   | Attila Balazs Andrea Vavassori           | 7-5, 6-78, [10-8]   |         |
| 18.                              | 5 augustus 2018   | Sopot                      | Gravel        | Szymon Walkow   | Ruben Gonzales Nathaniel Lammons         | 7-66, 6-3           |         |

## Prestatietabel (Grand Slam) dubbelspel
| Legenda | Legenda                          |
| ------- | -------------------------------- |
| g.t.    | geen toernooi gehouden           |
| l.c.    | lagere categorie                 |
| –       | niet deelgenomen                 |
| G       | uitgeschakeld in de groepsfase   |
| 1R      | uitgeschakeld in de eerste ronde |
| 2R      | uitgeschakeld in de tweede ronde |
| 3R      | uitgeschakeld in de derde ronde  |
| 4R      | uitgeschakeld in de vierde ronde |
| KF      | uitgeschakeld in de kwartfinale  |
| HF      | uitgeschakeld in de halve finale |
| F       | de finale verloren               |
| W       | het toernooi gewonnen            |
| w-v     | winst/verlies-balans             |

| Grandslamtoernooien   |               |               |               |        |
| Australian Open       | –             | –             | –             | 0-0    |
| Roland Garros         | 1R            | 1R            | –             | 0-2    |
| Wimbledon             | 1R            | 2R            | 1R            | 1-3    |
| US Open               | –             | –             | –             | 0-0    |
| Winst-verlies         | 0–2           | 1-2           | 0–1           | 1-5    |
| ATP World Tour Finals |               |               |               |        |
| ATP World Tour Finals | –             | –             | –             | 0-0    |
| Olympische Spelen     |               |               |               |        |
| Olympische Spelen     | geen toernooi | geen toernooi | geen toernooi | 0-0    |
| Statistieken          |               |               |               |        |
| Totaal aantal titels  | 0             | 0             | 0             | 1      |
| Eindejaarsranking     | 106           | 101           | 94            | n.v.t. |